# 모차르트 타운
"모차르트 타운"은 2011년에 개봉한 대한민국의 영화이다.

## 캐스팅
- 소니아 클린거 : 사라 역
- 오성태 : 일환 역
- 주유랑 : 지원 역
- 블레이즈 그바토 : 에투 역
- 엔지 그바토 : 아요 역
- 문형주 : 마담 역
- 박승배 : 덕상 역